# Dreizehn unter einem Hut
Dreizehn unter einem Hut ist eine deutsche Filmkomödie aus dem Jahr 1950 unter der Regie von Johannes Meyer. Inge Landgut, Volker von Collande, Ruth Leuwerik und Alfred Cogho spielen die Hauptrollen in diesem turbulenten Film um einen alten Bus und seine dreizehn Passagiere.
Der Film basiert auf Paul Alfred Müllers Roman Gesellschaftsreise – alles inbegriffen.

## Handlung
Inge Schumann und Wolfgang Huth führen zusammen eine Autoverwertungswerkstatt. Ihr gemeinsamer Freund Rudi Finkenschlag, ein Plakatmaler, steht ihnen hilfreich zur Seite.
Als Evelyne Winterthur, die Tochter eines reichen Fabrikanten, die Wolfgang liebt, wieder in sein Leben tritt, sorgt sie für allerhand Turbulenzen. Kurz nach Evelyns Besuch erscheint der alte Herr Mühlmann in der Werkstatt und verkauft Inge und Wolfgang seinen uralten, äußerst originellen Familienbus. Nachdem beide den Bus mit Rudis Hilfe generalüberholt haben, wird Inges Idee verwirklicht, eine Reise an den Rhein für 99,50 DM pro Person anzubieten. Das Trio verteilt Reklamezettel, die auch tatsächlich zum Erfolg führen. Neun Mitreisende erwarten den Bus mit dem Dreiergespann, nur die Nummer dreizehn, die ihre Karte telefonisch reservieren ließ, fehlt. Auch wenn die kleine Gesellschaft beim Anblick des Busses erst einmal schockiert ist, entschließt man sich dazu, sich auf das Abenteuer einzulassen. Unterwegs wird der Bus von Evelynes Auto mit Chauffeur überholt, die sich als dreizehnter Gast zu erkennen gibt. Als Wolfgang daraufhin die Reise nicht fortsetzen will, können Inge und Rudi ihn aber doch umstimmen. Beziehungsvoll bedeutet er ihnen, dass sie es bereuen würden, wenn Evelyne die Fahrt mitmache. Weitere Gäste des Busses sind die konkurrierenden Besitzerinnen jeweils eines Hutsalons, Lydia Hempel mit Tochter Evchen sowie Minna Wiese, das ältliche Fräulein Klara Hagemeister, der rührige Ricardo Brause, der Gerichtsvollzieher Otto Tielebein sowie der undurchsichtige Otto Bollmann. Außerdem fährt im „Balkonabteil“ ein frisch verheiratetes Paar mit, das aber nur mit sich selbst beschäftigt ist.
Schon der erste Zwischenstopp gerät zu einem finanziellen Fiasko, da Evelyne es versteht, die Mitreisenden in den „Fürstenhof“, das teuerste Hotel des Ortes, zu lotsen, was den Rahmen des Budgets gleich am Anfang total sprengt. Da Wolfgang sich dann auch noch auf ein Kräftemessen mit Evelyne einlässt, das dazu führt, dass neben Unterkunft und Verpflegung auch die Getränke inklusive seien, steht das Trio am Ende mit 8,40 DM Restgeld da. Da nützt auch die schiere Begeisterung der Mitreisenden nichts. Ein Zufall kommt dem Trio zu Hilfe. Sie werden von der Einheimischen Lore gebeten, sie mit ins nächste Dorf zu nehmen, da dort eine große Hochzeit gefeiert werde, zu der der größte Weinbauer der Gegend geladen habe. Da gäbe es drei Tage Essen und Trinken reichlich und niemand blicke durch, wer mit wem verwandt sei. Rudi überredet Inge und Wolfgang, die Reisegesellschaft dort einzuschleusen, um so Zeit zu gewinnen. Das klappt auch gut, bis Evelyne dafür sorgt, dass es zu diversen Missverständnissen kommt, an deren Ende eine Massenschlägerei steht. Aber auch hier zieht man sich wieder gut aus der Affäre und wird vom Brautvater unter Mitgabe von reichlich Lebensmitteln und mit Dank auf die weitere Fahrt geschickt. 
Da Essen vorhanden ist, aber kein Geld für ein Hotel, täuscht das Trio einen Getriebeschaden in einer menschenleeren Gegend vor, wo nur ein altes Hafengebäude Unterschlupf bietet. Notgedrungen richten die Mitreisenden sich dort ein und schlafen auch alsbald einer nach dem anderen ein. Auch hier kommt es durch Evelynes Eingreifen wieder zu einigen Zwischenfällen. Am Ende fährt der Bus jedoch weiter, weil Bollmann aus egoistischen Gründen Benzin organisiert hat, wobei sein ursprünglicher Plan allerdings nicht aufgegangen ist. Als sie durch einen kleinen Ort fahren, wird das Fahrzeug  gestoppt, da man das seltsame Gefährt einem Varietéunternehmen zuordnet, das zu einem Jubiläum gebucht wurde. Dort sind die Reisenden Darsteller einer inszenierten Bühnenshow, ohne sich dessen bewusst zu sein. Als Bollmann seinen Koffer, den er bisher wie seinen Augapfel gehütet hat, kurz aus den Augen lässt, und die darin befindlichen Cognacpralinen den Mitgliedern der Reisegesellschaft zum Opfer fallen, sind alle außer Rand und Band, da sich in den Pralinen Rauschmittel befanden, die Bollmann in dieser Form über die Schweizer Grenze schmuggeln wollte. Er wird festgenommen und die Reisegesellschaft erhält als Dank eine Einladung auf eine alte Burg, wo alles inklusive sei. Die Burg stellt sich als erstklassiges Anwesen heraus und die Gäste sind wieder einmal begeistert. Wolfgang wird ins Turmzimmer zur Gastgeberin gebeten und steht dort Evelyne gegenüber, die ihm erklärt, dass ihr Vater das Anwesen gekauft habe. Wiederum lehnt Wolfgang Evelynes Hilfe ab. Enttäuscht sperrt sie ihn daraufhin im Turmzimmer ein. Von ihrem Vater erhält die junge Frau den Rat, Wolfgang dazu zu bringen, nun ihr nachzulaufen. Evelyne inszeniert ein kleines Verwirrspiel und am Ende bekommt sie ihren geliebten Wolfgang und auch Inge ist nun klar, dass sie und Rudi zusammengehören.

## Produktion, Veröffentlichung, Hintergrund
Es handelt sich um einen Film der Junge Film Union Rolf Meyer, Hamburg, der im Atelier Bendestorf gedreht wurde. Die Außenaufnahmen entstanden in Bacharach, Aßmannshausen, Kaub und Oberwesel. Der sogenannte Austauschfilm zwischen West- und Mitteldeutschland hatte am 27. Februar 1950 Premiere in Berlin-West und am 11. August 1950 in Berlin-Ost. In der DDR wurde der Film im November 1951 wieder zurückgezogen. In Österreich kam er am 13. Juli 1951 in die Kinos. Alternativer Titel: 13 unter einem Hut.
Für die Bauten war Franz Schroedter verantwortlich; der Schnitt lag bei Martha Dübber.  
Für Ruth Leuwerik stellte dieser Film ihr Leinwanddebüt dar. Sie wurde hier noch unter ihrem Geburtsnamen Ruth Leeuwerik geführt. Die Schauspielerin selbst sprach in einem Interview von 1984 über den Film, und darüber, dass sie nur als Ersatz für eine erkrankte Kollegin eingesprungen sei. Es sei ein Film gewesen, den sie oft schamhaft verschwiegen habe, da es sich um ein ziemlich albernes Lustspiel gehandelt habe. Sie sei die einzige „ernste“ Darstellerin unter zwölf Komikern gewesen.
Volker von Collande und Inge Landgut singen im Film das Lied Verliebte Herzen gehen auf die Reise.

## Kritik
Kino.de sprach von einer „vorhersehbaren Reise ins Glück“ und befand, dass es sich um einen „konventionell gestrickte[n] Schwank ohne große Überraschungen“ handele. Der dänische Regisseur Johannes Meyer wisse „mit seinem Ensemble um Beau Volker von Collande (‘Hochzeit auf Immenhof’) wenig anzufangen, was aber auch am überaus dünnen Drehbuch von Kurt E. Walter […] und Ernst Keienburg […] lieg[e].“
Auch das Lexikon des Internationalen Films fällte ein negatives Urteil und sprach von einem „dünnblütige[n] Schwank“ mit Ruth Leuwerik in ihrer ersten Filmrolle.